# W・S
W・S（ダブル・エス）は、2001年12月12日に発売されたWEST SIDEの1stアルバムであり、ラストアルバム。

## 概要
- 初回限定盤は銀色のスリーブパッケージ仕様。ジャケットや収録曲は初回盤、通常盤ともに同じ。
- オリコン初登場19位。この後WEST SIDEが活動休止に入るため、彼らにとっては最初で最後のアルバムとなった。
- シングル表題曲とアルバムオリジナル曲のみで構成されており、カップリング曲は収録されていない。後に「Hit The Road Jack」はライブDVDに収録されたが、「僕は何処にいる？」は現在までシングルにのみ収録されている。
- 「Concept：」となっている楽曲は、メンバーたちがこういう歌を歌いたいと案を持ち寄った楽曲、あるいはメンバーをイメージしてプロデューサーの横山輝一が作った曲である。大部分の楽曲にてそのメンバーがボーカルを担当した。

## 収録曲
1. Right Here,Right Now(Album Version)
  - 作詞・作曲：横山輝一

「紳助の人間マンダラ」テーマソングとして使用された2ndシングル。シングルとはミックスの異なるバージョンが収録されている。
2. DAILY （Concept：宇治原史規）
  - 作詞・作曲：横山輝一

ロザンの2人による歌唱で、宇治原がリードボーカルを担当している。仕事を優先し彼女に振られかけている男性の様子を歌っている。
3. 18（Concept：梶原雄太）
  - 作詞・作曲：横山輝一

毎日放送の「オジャング」のエンディングとして使われた。サビ以外は梶原が歌唱している。
4. Answer For Your Love （Concept：高井俊彦）
  - 作詞；高井俊彦/横山輝一、作曲：横山輝一

フジテレビの「コント1000本ノック」のエンディングテーマに使われた。Aメロは高井が歌い、サビでは高井のボーカルと女性コーラスから構成されているため、WEST SIDE唯一のソロ楽曲である。
5. SENSATION（Concept：西野亮廣）
  - 作詞・作曲：横山輝一

飲料ドリンクのCMソングとして使われた。大部分を西野と梶原が歌い、最後のサビでは横山本人による輪唱が見られる。
6. I'm in love with you（Concept：菅広文）
  - 作詞・作曲：横山輝一

メインボーカルは梶原が担当しており、菅はBメロ及びサビでコーラスを入れるのみである。
7. WEST LOVE SHINE
  - 作詞：森雪之丞、作曲：Korn

1stシングル。このアルバム唯一のKorn作曲作品であり、シングルバージョンがそのまま収録されている。
8. SWAY
  - 作詞・作曲：横山輝一
9. I'll Be〜それぞれのFieldへ〜
  - 作詞・作曲：横山輝一
10. MISSING（Concept：中川貴志）
  - 作詞・作曲：横山輝一

別れた恋人に想いを寄せるバラード。Aメロ、Bメロのボーカルにはエフェクトがかかっている。